# هری هاردی
هری هاردی (به انگلیسی: Harry Hardy) بازیکن فوتبال زادهٔ ۱۴ ژانویه ۱۸۹۵ اهل انگلستان بود که سابقهٔ بازی در تیم ملی فوتبال انگلستان را در کارنامهٔ خود دارد. وی در تاریخ ۸ دسامبر ۱۹۲۴ تنها بازی ملی خود را در مقابل تیم ملی فوتبال بلژیک انجام داد.